# Накадзима, Сатору
Сато́ру Накадзи́ма (яп. 中嶋 悟 Накадзима Сатору) — японский автогонщик, пилот 24 часов Ле-Мана (1985, 1986) и «Формулы-1» (1987—1991). Отец Кадзуки Накадзимы — пилота Формулы-1 (2007—2009), победителя 24 часов Ле-Мана 2018.

## 24 часа Ле-Мана
| Год  | Место | Команда           | Автомобиль             | Класс |
| ---- | ----- | ----------------- | ---------------------- | ----- |
| 1985 | 12    | Tom’s Team Toyota | TOM’s 85C/L (Dome 85C) | C1    |
| 1986 | Сход  | Tom’s Team Toyota | TOM’s 86C/L (Dome 86C) | С1    |

## 1987: партнёрАйртона Сенны
Накадзима-старший начал свою карьеру в Формуле-1 в команде Lotus, рука об руку с будущим чемпионом Сенной. В общем зачёте он занял 12 место, четырежды попав в очки (его партнёр был третьим), а команда заняла 3 место в Кубке Конструкторов.

## 1988-1989: продолжение выступлений за Lotus
И снова партнёрство со знаменитым чемпионом (на этот раз — с Нельсоном Пике). Однако оба сезона были очень неудачными (в 1988 году — 16-й, в 1989 году — 21-й), хотя и не без очков. Бывали даже случаи, когда Сатору не проходил квалификацию.

## 1990-1991:Tyrrell
Как это нередко бывает, перейдя в другую команду, Накадзима не стал выступать лучше. В 1990 году его партнёром был Жан Алези, в 1991 — Стефано Модена, и оба раза он проиграл партнёру. Ни разу в своей формульной карьере Сатору так и не попал на подиум.

## Полная таблица результатов в Формуле-1
| Легенда к таблице |                                                                    |
| --- | ------------------------------------------------------------------ |
| В таблице перечислены результаты всех Гран-при Формулы-1, в которых принимал участие гонщик. Строками таблицы являются сезоны, столбцами — этапы чемпионата мира. В каждой клетке указаны сокращённое название этапа и результат, дополнительно обозначенный цветом. Расшифровка обозначений и цветов представлена в нижеследующей таблице. |                                                                    |
| \| Пример \| Описание \| \| ------------ \| ------------------------------------------------------------------ \| \| 1 \| Победитель \| \| 2 \| Второе место \| \| 3 \| Третье место \| \| 5 \| Финишировал, заработав очки \| \| Сход \| Не финишировал, но при этом заработал очки \| \| 12 \| Финишировал, не получив очков \| \| НКЛ \| Финишировал, но не попал в финальную классификацию \| \| 15 \| Участвовал вне зачёта, либо по отдельной классификации \| \| 18 \| Не финишировал, но попал в финальную классификацию \| \| Сход \| Не финишировал \| \| НКВ \| Не прошёл квалификацию \| \| НПКВ \| Не прошёл предквалификацию \| \| ДСК \| Дисквалифицирован \| \| ИСК \| Исключён из протокола соревнований \| \| ТТ \| Заявлен для участия только в тренировках \| \| НС \| Участвовал в квалификации, но не стартовал в гонке \| \| Т \| Травмирован или болен \| \| ОТК \| Отказ от участия \| \| НТР \| Прибыл на соревнования, но на трассу не выезжал \| \| НПР \| Был заявлен в числе участников, но не прибыл к началу соревнований \| \| О \| Соревнования отменены \| \| \| Не участвовал \| \| Поул-позиция \| \| \| Быстрый круг \| \| |                                                                    |
| Пример | Описание                                                           |
| 1 | Победитель                                                         |
| 2 | Второе место                                                       |
| 3 | Третье место                                                       |
| 5 | Финишировал, заработав очки                                        |
| Сход | Не финишировал, но при этом заработал очки                         |
| 12 | Финишировал, не получив очков                                      |
| НКЛ | Финишировал, но не попал в финальную классификацию                 |
| 15 | Участвовал вне зачёта, либо по отдельной классификации             |
| 18 | Не финишировал, но попал в финальную классификацию                 |
| Сход | Не финишировал                                                     |
| НКВ | Не прошёл квалификацию                                             |
| НПКВ | Не прошёл предквалификацию                                         |
| ДСК | Дисквалифицирован                                                  |
| ИСК | Исключён из протокола соревнований                                 |
| ТТ | Заявлен для участия только в тренировках                           |
| НС | Участвовал в квалификации, но не стартовал в гонке                 |
| Т | Травмирован или болен                                              |
| ОТК | Отказ от участия                                                   |
| НТР | Прибыл на соревнования, но на трассу не выезжал                    |
| НПР | Был заявлен в числе участников, но не прибыл к началу соревнований |
| О | Соревнования отменены                                              |
| | Не участвовал                                                      |
| Поул-позиция |                                                                    |
| Быстрый круг |                                                                    |

| Год  | Команда | Шасси | Двигатель   | 1     | 2        | 3        | 4        | 5        | 6        | 7        | 8        | 9        | 10       | 11       | 12       | 13       | 14       | 15       | 16       | Место | Очки |
| ---- | ------- | ----- | ----------- | ----- | -------- | -------- | -------- | -------- | -------- | -------- | -------- | -------- | -------- | -------- | -------- | -------- | -------- | -------- | -------- | ----- | ---- |
| 1987 | Lotus   | 99T   | Honda V6    | БРА 7 | САН 6    | БЕЛ 5    | МОН 10   | ДЕТ Сход | ФРА НКЛ  | ВЕЛ 4    | ГЕР Сход | ВЕН Сход | АВТ 13   | ИТА 11   | ПОР 8    | ИСП 9    | МЕК Сход | ЯПО 6    | АВС Сход | 12    | 7    |
| 1988 | Lotus   | 100T  | Honda V6    | БРА 6 | САН 8    | МОН НКВ  | МЕК Сход | КАН 11   | ДЕТ НКВ  | ФРА 7    | ВЕЛ 10   | ГЕР 9    | ВЕН 7    | БЕЛ Сход | ИТА Сход | ПОР Сход | ИСП Сход | ЯПО 7    | АВС Сход | 16    | 1    |
| 1989 | Lotus   | 101   | Judd V8     | БРА 8 | САН НКЛ  | МОН НКВ  | МЕК Сход | США Сход | КАН НКВ  | ФРА Сход | ВЕЛ 8    | ГЕР Сход | ВЕН Сход | БЕЛ НКВ  | ИТА 10   | ПОР 7    | ИСП Сход | ЯПО Сход | АВС 4    | 21    | 3    |
| 1990 | Tyrrell | 018   | Cosworth V8 | США 6 | БРА 8    |          |          |          |          |          |          |          |          |          |          |          |          |          |          | 15    | 3    |
| 1990 | Tyrrell | 019   | Cosworth V8 |       |          | САН Сход | МОН Сход | КАН 11   | МЕК Сход | ФРА Сход | ВЕЛ Сход | ГЕР Сход | ВЕН Сход | БЕЛ Сход | ИТА 6    | ПОР НС   | ИСП Сход | ЯПО 6    | АВС Сход | 15    | 3    |
| 1991 | Tyrrell | 020   | Honda V10   | США 5 | БРА Сход | САН Сход | МОН Сход | КАН 10   | МЕК 12   | ФРА Сход | ВЕЛ 8    | ГЕР Сход | ВЕН 15   | БЕЛ Сход | ИТА Сход | ПОР 13   | ИСП 17   | ЯПО Сход | АВС Сход | 15    | 2    |